# Kizil
Kizil (tuvinià i rus Кызы́л) és una ciutat de Rússia, capital de la República de Tuvà. El nom de la ciutat vol dir "roig" en tuvinià (així com en moltes altres llengües turqueses).
Hom afirma que Kizil es troba exactament en el centre geogràfic d'Àsia (coordenades 51° 44′ N, 94° 26′ E / 51.733°N,94.433°E), tot i que això no és universalment acceptat. Hi ha un monument anomenat "Centre d'Àsia" en anglès, rus, i tuvinià que ho reforça.
Kizil està situada als marges del riu Ienissei. El major desenvolupament és al sud del marge del riu i en segueix el cabal. Fou fundada el 1914 com a Belotsarsk (Белоца́рск). El 1918 la ciutat fou reanomenada Khem-Beldyr (Хем-Белды́р) i el 1926 anomenada definitivament Kizil.